# Argyrodes kulczynskii
Argyrodes kulczynskii là một loài nhện trong họ Theridiidae.
Loài này thuộc chi Argyrodes. Argyrodes kulczynskii được Carl Friedrich Roewer miêu tả năm 1942.